# کتاب‌آبی
کتاب‌آبی: نظام یکدست استناد یک شیوه‌نامهٔ تجویزشده برای نظام‌های استناد قانونی در ایالات متحده آمریکا است که از سوی انجمن نشریه نقد حقوق هاروارد، نشریه نقد حقوق کلمبیا، نشریه نقد حقوق دانشگاه پنسیلوانیا، و نشریهٔ حقوق یِیل گردآوری شده‌است و هم‌اکنون ویرایش بیستم آن در دسترس است. وجه‌تسمیهٔ آن، رنگ آبیِ جلد کتاب است.
از این کتاب در بیشتر دانشکده‌ها و مدارس حقوق ایالات متحدهٔ آمریکا و قوه قضاییه فدرال ایالات متحده آمریکا استفاده می‌شود.